# جينتاري بيترونيتي
جينتاري بيترونيتي (بالليتوانية: Gintarė Petronytė)‏ مواليد 19 مارس 1989 في بانيفيزيس، الجمهورية الليتوانية السوفيتية الاشتراكية، الاتحاد السوفيتي، هي لاعبة كرة سلة ليتوانية. بدأت مسيرتها الاحترافية في سنة 2005. يبلغ طولها 6 قدم 5 بوصة (2.0 م). لعبت مع نادي غلطة سراي لكرة السلة للسيدات في الدوري التركي لكرة السلة للسيدات.

## روابط خارجية
- جينتاري بيترونيتي على موقع الاتحاد الدولي لكرة السلة (الإنجليزية)
- جينتاري بيترونيتي على موقع كرة السلة الأوروبية.كوم (الإنجليزية)
- جينتاري بيترونيتي على موقع بروبوليرز (الإنجليزية)